# Jeunesse (recueil de nouvelles)
Pour les articles homonymes, voir Jeunesse (homonymie).
Jeunesse (Youth : A Narrative, and Two Other Stories) est un recueil de nouvelles de Joseph Conrad publié en 1902.

## Historique
Jeunesse paraît la première fois en 1902. Le recueil est composé de trois textes parmi les plus célèbres de l'auteur : Jeunesse qui donne son nom au recueil, Au bout du rouleau et surtout Au cœur des ténèbres, son œuvre la plus populaire avec le roman Lord Jim.

## Nouvelles
Le recueil est composé des trois nouvelles suivantes :
- Jeunesse
- Au cœur des ténèbres
- Au bout du rouleau

## Éditions en anglais
- Joseph Conrad, Youth : A Narrative, and Two Other Stories, Londres : Blackwood
- Joseph Conrad, Youth : A Narrative, and Two Other Stories, New York : Doubleday, Page and Company

## Traduction en français
- Jeunesse (trad. G. Jean-Aubry révisée par Claude Noël Thomas), dans Conrad (dir. Sylvère Monod), Œuvres  – II, Gallimard, Bibliothèque de la Pléiade (1985)
- Au cœur des ténèbres (trad. Jean Deurbergue), dans Conrad (dir. Sylvère Monod), Œuvres  – II, Gallimard, Bibliothèque de la Pléiade (1985)
- Au bout du rouleau (trad. Gabrielle d'Harcourt révisée par Jean-Pierre Vernier), dans Conrad (dir. Sylvère Monod), Œuvres  – II, Gallimard, Bibliothèque de la Pléiade (1985)